# You're Makin' Me High
You're Makin' Me High è un brano musicale R&B scritto e prodotto da Babyface e Bryce Wilson per il secondo album della cantante statunitense Toni Braxton, Secrets. Il brano è stato scelto come primo singolo tratto dall'album ed è stato pubblicato nella primavera del 1996. Il singolo è arrivato al numero 1 sia della Billboard Hot R&B/Hip-Hop Songs che della Billboard Hot 100, diventando in entrambi i casi il primo singolo della cantante a raggiungere la prima posizione. Il brano ha anche ottenuto la certificazione di disco di platino negli Stati Uniti, ed ha avuto successo anche in altri paesi, soprattutto quelli anglosassoni. Il brano ha vinto un Grammy Award nel 1997 come Best Female R&B Vocal Performance (Miglior interpretazione vocale R&B femminile).

## Video
Il videoclip del brano, diretto da Bille Woodruff, rivela un drastico cambio di immagine della cantante rispetto ai video e alle apparizioni precedenti. Nella sequenza principale del video infatti Braxton si trova su un cilindro illuminato da dei neon che si trova in una stanza blu ed esibisce un look molto sexy: fasciata in una tuta aderente bianca, la cantante indossa anche stivali a tacco alto bianchi e ha per la prima volta in un video dei capelli lisci e lunghi. Nelle altre scene l'artista veste ancora di bianco un abito corto e degli stivali lunghi, ma ha i capelli mossi.
La mini-storia raccontata dal video prevede che Toni riceva un messaggio sul computer da alcune amiche che le comunicano che la partita si sarebbe svolta a casa sua nella serata. La cantante allora accoglie le amiche, interpretate da Erika Alexander, Tisha Campbell e Vivica A. Fox, dall'ascensore che dà direttamente sul suo salotto, e iniziano il gioco con delle carte di poker giganti. Il gioco in questione consiste nel dare dei voti con queste carte a una serie di uomini che appaiono uno alla volta nell'ascensore che si trova nel salotto. Gli uomini che appaiono sono quasi tutti aitanti ma anche molto eccentrici e stravaganti, provocando in tal modo l'ilarità delle quattro ragazze. Quando sale il ragazzo della pizza, interpretato dall'autore della canzone Bryce Wilson, Toni ne rimane folgorata, tanto da dargli 10 come voto, suscitando la collera delle amiche che le lanciano contro le altre carte. Dopo altri uomini, alla fine riappare il ragazzo che aveva consegnato la pizza, stavolta in abiti borghesi, e Toni decide di salire in ascensore con lui.
Altre scene del video vedono protagonisti Braxton e Wilson in effusioni: in una sequenza i due sono in una stanza completamente rosa mentre il ragazzo cerca di fare il bagno a lei che è immersa nella vasca. In un'altra scena invece i due sono vestiti in maniera elegante, e lui accende un sigaro a lei.

## Riconoscimenti
La canzone ha ricevuto molti riconoscimenti ai più importanti premi del settore. Nel 1996 ha trionfato ai Billboard Music Awards come Best R&B Single e ha ricevuto una nomination ai MTV Video Music Awards come Best R&B Video. Oltre alla nomination dei VMA's, il video ha vinto un premio ai VH-1 Fashion Awards come Most Stylish Music Video (Video Musicale con Maggior Stile). Nel 1997 Toni Braxton grazie al singolo ha fatto incetta di premi, portando a casa un Grammy come Best Female R&B Vocal Performance insieme a quello di Best Female Pop Vocal Performance per Un-Break My Heart; un Soul Train Award come Best Female R&B/Soul, Single; inoltre ha vinto premi agli American Music Award e ai NAACP Image Awards grazie all'enorme successo riscosso da tutti i singoli e dall'album stesso.

## Ricezione
Negli Stati Uniti You're Makin' Me High è uscito come doppio singolo insieme a Let It Flow, precedente singolo tratto dalla colonna sonora del film Donne - Waiting to Exhale e successivamente inserito in Secrets. Questo è stato il primo singolo della cantante a arrivare al numero 1 della Hot 100 di Billboard, dove è rimasto in vetta per una settimana. Anche nella classifica R&B il singolo è diventato la prima numero 1 per Braxton, ma qui vi è rimasto per due settimane non consecutive, la prima del 29 giugno 1996 e la seconda del 27 luglio, stessa settimana in cui ha raggiunto la cima della Hot 100. Anche nelle altre classifiche di Billboard il singolo è stato molto fortunato, arrivando al numero 1 della classifica dei brani più trasmessi in discoteca e al numero 2 della Rhythmic Top 40 e della Hot Dance Music/Maxi-Singles Sales. Il singolo è stato definito il singolo R&B di maggior successo del 1996 da Billboard.
Nel Regno Unito è entrato direttamente al numero 7, diventando il secondo singolo dell'artista ad entrare in top10 e il quinto ad entrare in top40.
In Australia è stato il secondo singolo della cantante ad arrivare alla posizione numero 2, dopo Breathe Again, riuscendo a passare nella top10 ben 12 settimane delle 19 totali spese in classifica. In Nuova Zelanda, altro paese dove Breathe Again era arrivato alla seconda posizione, il singolo è entrato al numero 11, per poi arrivare al numero 5 durante la sua nona settimana di permanenza in classifica, dopo 5 settimane consecutive passate alla posizione numero 7. In Svezia è stato il primo singolo di Braxton ad entrare nella top20, arrivando al numero 11 il 27 settembre 1996. In Canada il brano è entrato in classifica nel 1997, ed è arrivato alla posizione numero 8.

## Classifiche
| Classifica (1996/1997)                            | Posizione |
| ------------------------------------------------- | --------- |
| Australia                                         | 2         |
| Austria                                           | 1         |
| Canada                                            | 8         |
| Paesi Bassi                                       | 13        |
| Germania                                          | 47        |
| Irlanda                                           | 21        |
| Nuova Zelanda                                     | 5         |
| Svezia                                            | 11        |
| Regno Unito                                       | 7         |
| U.S. Billboard Hot 100                            | 1         |
| U.S. Billboard Hot R&B/Hip-Hop Songs              | 1         |
| U.S. Billboard Hot Adult Top 40                   | 28        |
| U.S. Billboard Hot Dance Club Play                | 1         |
| U.S. Billboard Hot Dance Music/Maxi-Singles Sales | 2         |
| U.S. Billboard Rhythmic Top 40                    | 2         |
| U.S. Billboard Top 40 Maintream                   | 6         |

## Tracce
European CD maxi single
1. "You're Makin' Me High" (Radio Edit) – 4:07
2. "You're Makin' Me High" (Album Version) – 4:26
3. "You're Makin' Me High" (Morales Classic Edit) – 3:35
4. "You're Makin' Me High" (Morales Classic Mix) – 9:41

UK CD 1
1. "You're Makin' Me High" (Radio Edit) – 4:07
2. "You're Makin' Me High" (T'empo's Radio Edit) – 4:05
3. "You're Makin' Me High" (Dancehall Mix) – 4:52
4. "You're Makin' Me High" (Groove Remix) – 4:34
5. "You're Makin' Me High" (T'empo's Private Club Mix) - 8:50
6. "You're Makin' Me High" (Morales Classic Mix) – 9:41

UK CD 2
1. "You're Makin' Me High" (Radio Edit) – 4:07
2. "Let It Flow" – 4:22
3. "Breathe Again" – 4:17
4. "Another Sad Love Song" – 4:55